# Oranžnovrata sneženka
Oranžnovrata sneženka (znanstveno ime Cantharis obscura) je vrsta hroščev iz družine sneženk, ki je pogosta tudi v Sloveniji.
Oranžnovrata sneženka doseže v dolžino med 9 in 13 mm. Pokrovke (elitre) in glava teh hroščev so črne barve, trup je črn z rdečkastimi ali oranžnimi prečnimi progami. Odrasli hrošči se prehranjujejo z majhnimi žuželkami, pa tudi s pelodom sadnega drevja.
Razširjena je po grmovju, gozdnem robu in po travnikih Evrope.